# Ribeirão do Pinhal
Ribeirão do Pinhal är en kommun i Brasilien.   Den ligger i delstaten Paraná, i den södra delen av landet, 900 km söder om huvudstaden Brasília. Antalet invånare är 13 522.
Omgivningarna runt Ribeirão do Pinhal är huvudsakligen savann. Runt Ribeirão do Pinhal är det ganska tätbefolkat, med 58 invånare per kvadratkilometer.